# 御在所ロープウエイ

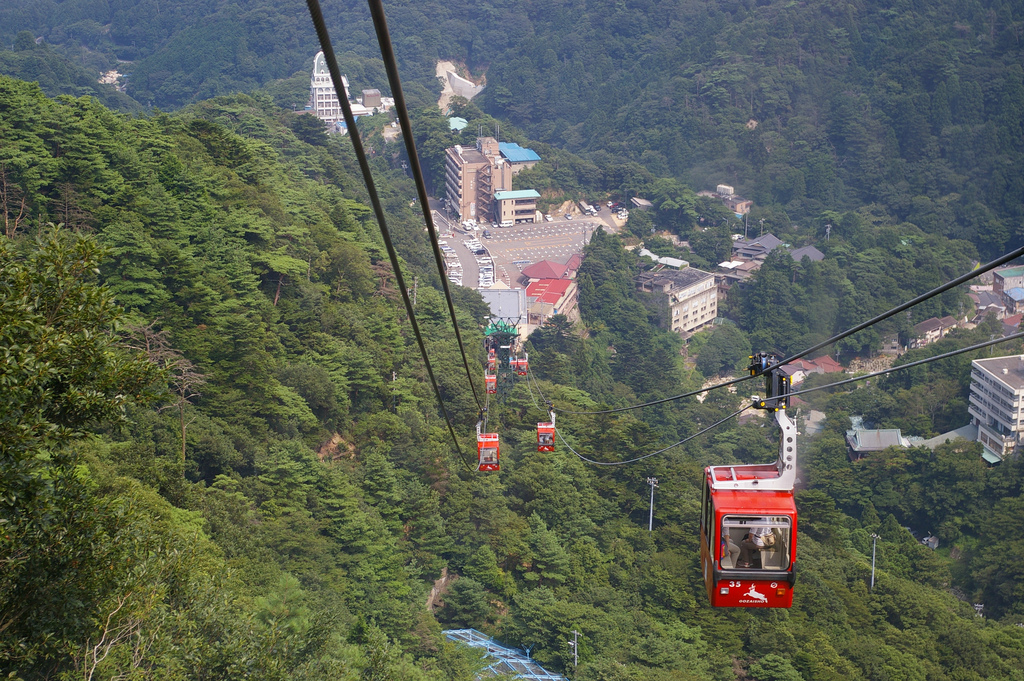
御在所ロープウエイの赤いゴンドラと
湯の山温泉

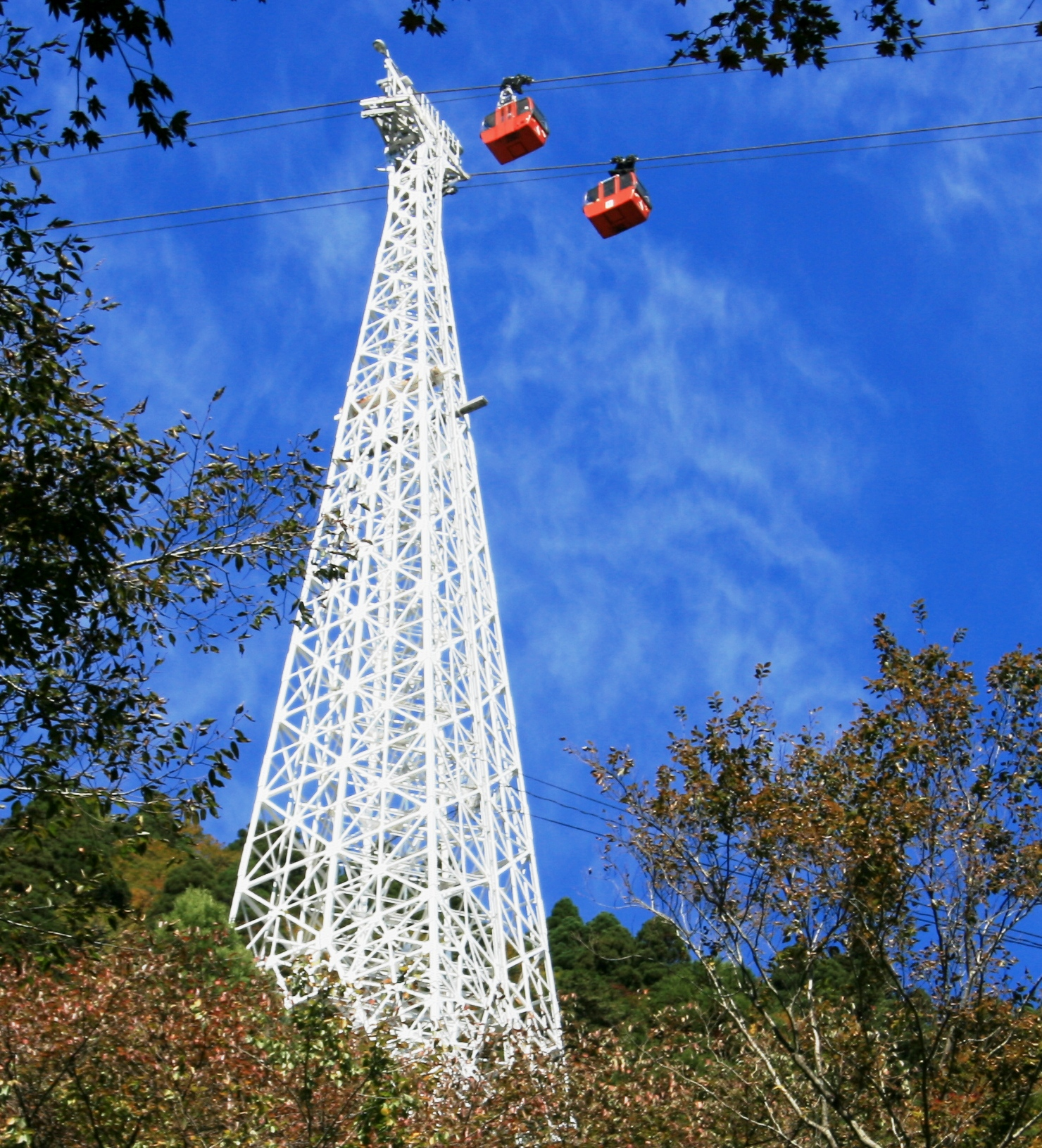
御在所ロープウエイのシンボルの白い鉄塔

御在所ロープウエイ（ございしょロープウェイ）は、三重県三重郡菰野町の湯の山温泉から鈴鹿山脈の主峰である御在所岳山頂（9合目）を結ぶ索道（ロープウェイ）である。御在所ロープウエイ株式会社が運営している。

## 概要
三重交通子会社の御在所ロープウエイ株式会社が運営しており、ロープウエイ湯の山温泉駅とロープウエイ山上公園駅間約2.1kmを結ぶ。両駅の標高差は約780m。運行システムは複線自動循環式を採用（日本では御在所ロープウエイと広島県廿日市市の宮島ロープウエーの2か所のみ）。1959年（昭和34年）4月29日に開業した。当初は三重交通が開発を進め、ロープウェイ架設は御在所岳南側の「一の谷」付近を計画したものの、輸送能力が劣るため現在のルートに変更した。
空中散歩の途中には湯の山温泉街や菰野・四日市市街地、伊勢平野、伊勢湾などが望める。また、車窓からは御在所岳の奇岩やカモシカも眺めることができる。御在所岳の頂上へ行くには、ここからさらにリフトで8分ほど上るか、徒歩で登山をする。冬期は山頂部の御在所スキー場の営業が行われている。
なお前述通り、御在所ロープウエイの「エ」部分は文字表記にカタカナ大文字を使用している。この表記としているのは、前述の宮島ロープウエーと岩国城ロープウエー（山口県岩国市）を含めた3か所となっている。

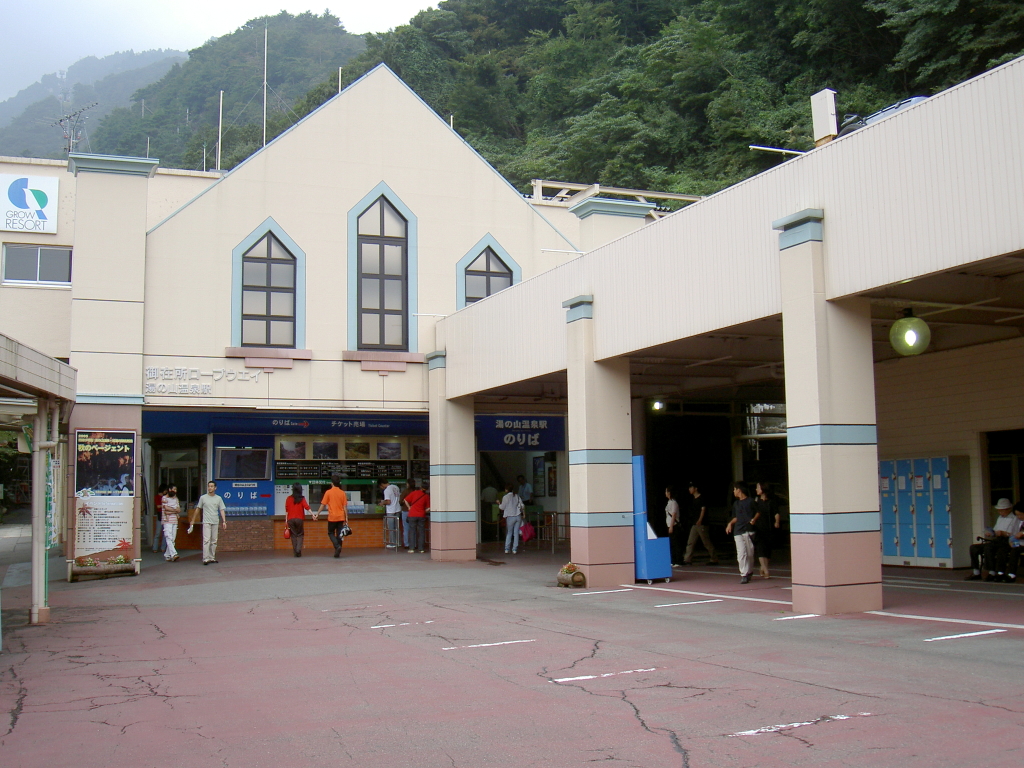
湯の山温泉駅（北緯35度1分0.6秒 東経136度26分46.8秒 / 北緯35.016833度 東経136.446333度）
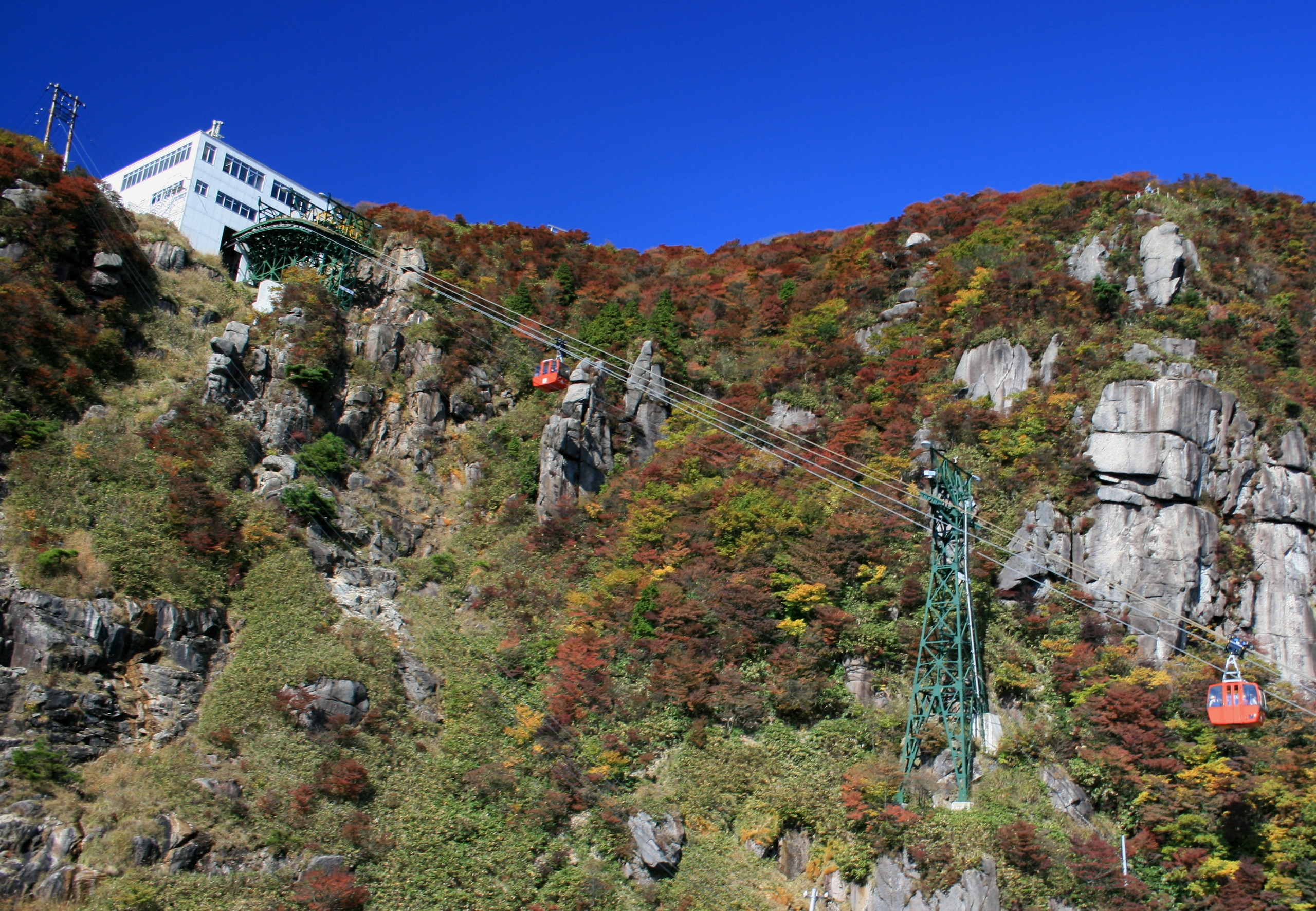
山上公園駅（北緯35度1分10.9秒 東経136度25分28.3秒 / 北緯35.019694度 東経136.424528度）
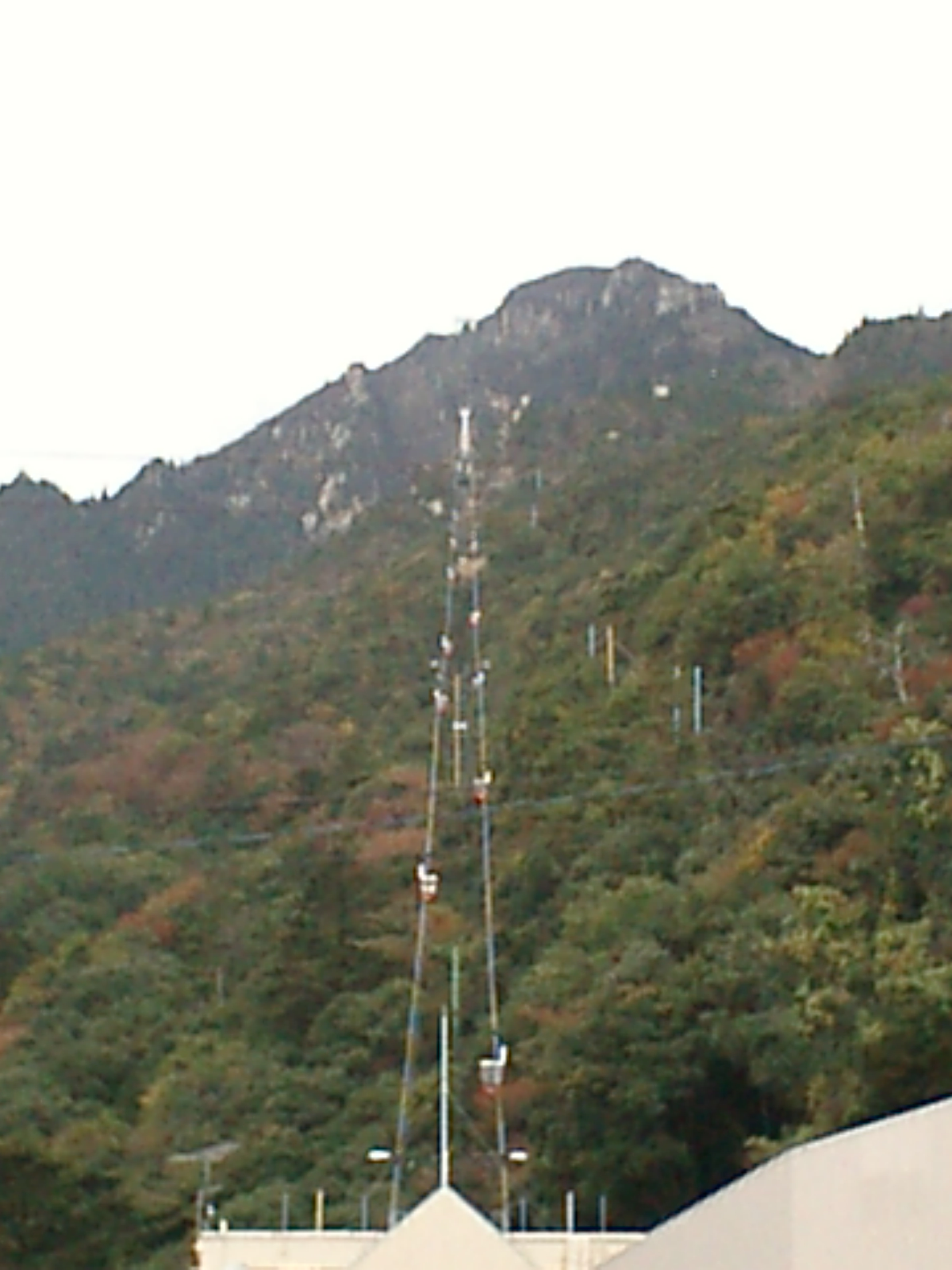
御在所岳（写真中央部にロープウェイのケーブルが走っている）
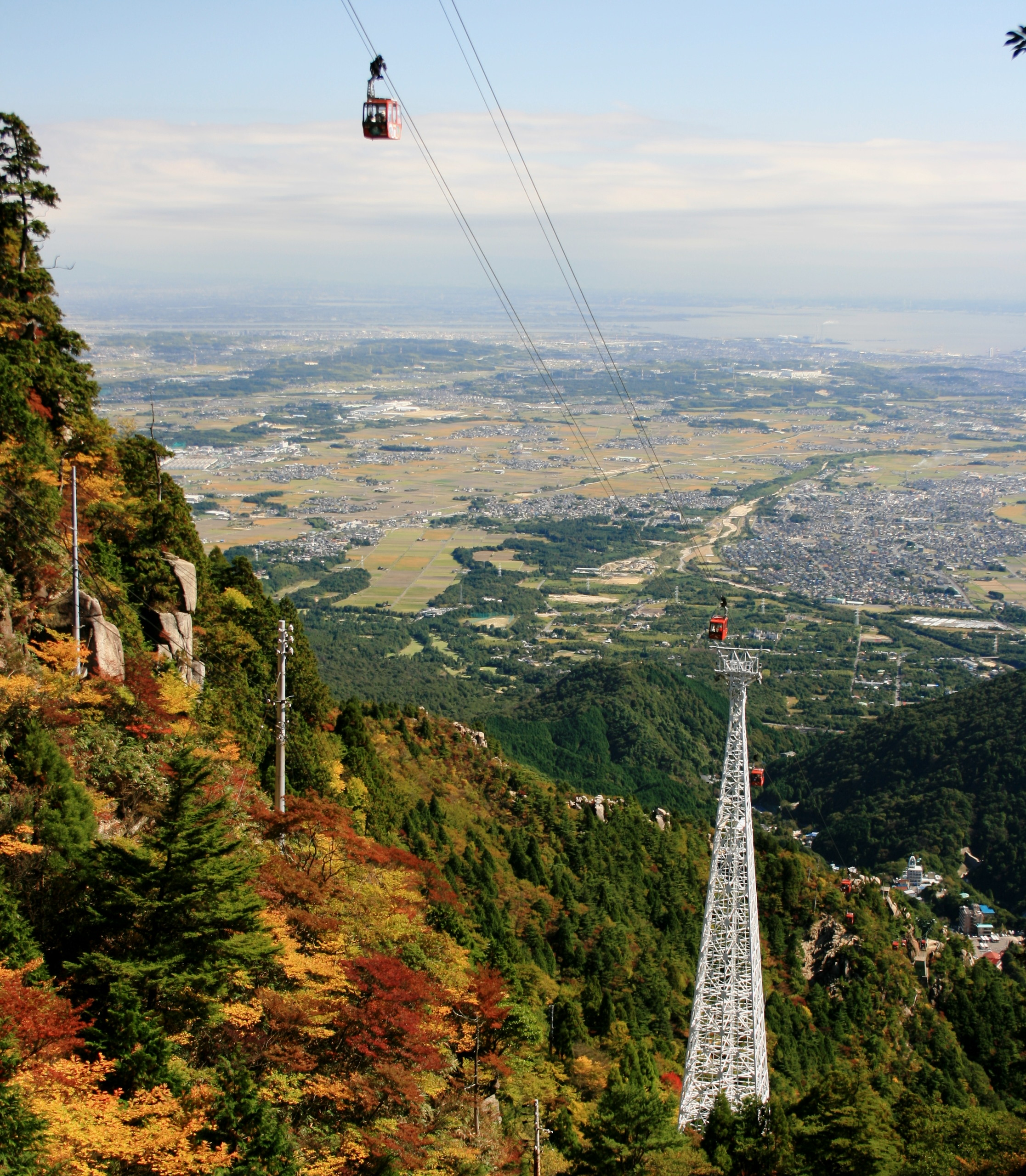
御在所ロープウエイと菰野町の街並みと伊勢湾
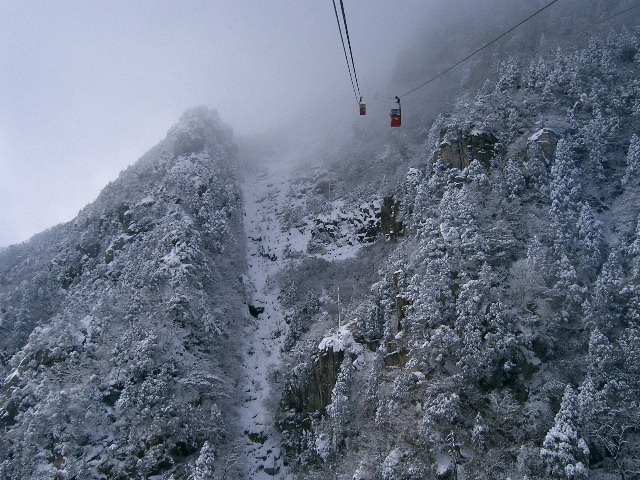
冬の御在所ロープウエイ

## 観光リフト
ロープウェイと同じく御在所ロープウエイ株式会社が運営するリフト。ロープウエイ山上公園駅に併設されているロープウエイ駅と御在所岳山頂付近にある頂上駅を結ぶ。
この観光リフト（第1リフト）とは別に、スキー場営業日のみ運行する第2リフトがスキー場の初心者用ゲレンデに並行して設置されている。

## 歴史
- 1959年（昭和34年）4月29日 - 御在所ロープウエイが開業[2][4][5]。
- 1960年（昭和35年）2月21日 - 御在所山上リフト（観光リフト）が開業[6]。
- 1989年（平成元年） - ゴンドラを更新（CWA製・定員10人）[2]。
- 2018年（平成30年）7月 - 新型ゴンドラ「ルミエール」を導入（CWA製・定員8人）[7]、従来のゴンドラをレギュラーゴンドラとして更新（CWA製・定員10人）。
- 2019年（平成31年）4月29日 - 開業60周年を迎える。同年、新たなマスコットとして「ブラン」（後述）・「ルミエル」（前年導入の新型ゴンドラに由来）を制定[4]。

## 諸元・駅一覧

### 諸元
ロープウェイ
- 営業距離：2161メートル[2][4][5][8]
- 高低差：780メートル[2]
- 最大勾配：29度35分[2]
- 最高運転速度：3メートル毎秒[2]
- 支柱：4基（ほかに2基は山頂・山麓駅の出枠、1基は中間索碇所）[2]
- 乗車時間：12分[2]
- ゴンドラ車両数：26両（レギュラー）・10両（ルミエール）[9]
- ゴンドラ定員：10人（レギュラー）・8人（ルミエール）[9]
- 方式：複線自動循環式（反時計回り）[2]
- 駅数：2駅（起終点駅のみ）[2]

支柱4基のうち、1基（6号鉄塔）は高さが61mあり日本一となっている。この鉄塔は白塗装となっており、「白鉄塔」の別名がある。2019年には、この「白鉄塔」をモチーフとしたマスコット「ブラン」（フランス語で白を意味）が制定されている。
観光リフト
- 営業距離：494m[6]

### 駅一覧
ロープウェイ
- 湯の山温泉駅（湯ノ山温泉駅） - 山上公園駅（御在所岳山頂駅）
  - 前者は公式ウェブサイトでの表記、後者は国土交通省への届出名称となっている[5]。

観光リフト
- ロープウエイ駅 - カモシカ駅 - スキーハウス駅 - 頂上駅
  - ロープウエイ駅は山上公園駅と接続している。
  - スキーハウス駅は冬季のスキー場営業時のみ使用される。

## 接続交通機関
路線バス
- 近畿日本鉄道（近鉄）湯の山線湯の山温泉駅より三重交通「湯の山温泉・御在所ロープウエイ前」下車。
- 名鉄バスセンターより三重交通「湯の山温泉・御在所ロープウエイ前」下車（高速バス）。

自動車
- 新名神高速道路菰野ICより約10分[3]。

## ロケ地となった作品
- 拳銃無頼帖　電光石火の男（1960年） - 丈二（赤木圭一郎）
- 男はつらいよ フーテンの寅（1970年） - 丈二（渥美清）が道子（新珠三千代演じる志津の娘）を連れて、御在所岳の山上公園に向かう場面で登場している[10][11]。